# Cyprus op de Europese kampioenschappen atletiek 2010
Cyprus werd op de Europese kampioenschappen atletiek 2010 vertegenwoordigd door tien atleten.

## Deelnemers
| Onderdeel            | Mannen               | Vrouwen             |
| -------------------- | -------------------- | ------------------- |
| 100 m                | Panayiotis Ioannou   | Eleni Artymata      |
| 200 m                |                      | Eleni Artymata      |
| 100/110 m horden     | Alexandros Stavrides | Dimitra Arachoviti  |
| Hoogspringen         | Kyriakos Ioannou     |                     |
| Polsstokhoogspringen |                      | Mariánna Zachariadi |
| Verspringen          | Zacharias Arnos      |                     |
| Hink-stap-springen   | Zacharias Arnos      |                     |
| Kogelstoten          | Georgios Arestis     |                     |
| Discuswerpen         | Apostolos Parellis   |                     |
| Hamerslingeren       |                      | Paraskevi Theodorou |

## Resultaten

### 100m mannen
- Panayiotis Ioannou
  - Ronde 1: 10.61 (NQ)

### 200m vrouwen
- Eleni Artymata
  - Reeksen: 6de met 23,41 (Q)
  - Halve finale: 7de met 23,14 (q)
  - Finale: 6de met 22,61 (NR)

### 100m horden vrouwen
- Dimitra Arachoviti
  - Reeksen: 25ste in 13,61 (NQ)

### 110m horden mannen
- Alexandros Stavrides
  - Reeksen: 26ste in 14,04 (SB) (NQ)

### Hink-stap-springen mannen
- Zacharias Arnos
  - Kwalificatie: 15,85m (NQ)

### Hamerslingeren vrouwen
- Paraskevi Theodorou
  - Kwalificatie: 60,16m (NQ)

### Kogelstoten mannen
- Georgios Arestis
  - Kwalificatie: 23ste met 18,23m (NQ)

### Verspringen mannen
- Zacharias Arnos
  - Kwalificatie: 24ste met 7,61m (NQ)

### Discuswerpen mannen
- Apostolos Parellis
  - Kwalificatie: 17de met 60,57m (SB) (NQ)

Albanië · Andorra · Armenië · Azerbeidzjan · België · Bosnië en Herzegovina · Bulgarije · Cyprus · Denemarken · Duitsland · Estland · Finland · Frankrijk · Georgië · Gibraltar · Griekenland · Groot-Brittannië · Hongarije · Ierland · IJsland · Israël · Italië · Kroatië · Letland · Liechtenstein · Litouwen · Luxemburg · Macedonië · Malta · Moldavië · Monaco · Montenegro · Nederland · Noorwegen · Oekraïne · Oostenrijk · Polen · Portugal · Roemenië · Rusland · San Marino · Servië · Slovenië · Slowakije · Spanje · Tsjechië · Turkije · Wit-Rusland · Zweden · Zwitserland